# 陳建太郎
陳 建太郎（ちん けんたろう、本名：東 建太郎（あずま けんたろう）、1979年 - ）は、中華料理（四川料理）の料理人・調理師。実業家。祖父は陳建民、父は陳建一。
民権企業株式会社、代表取締役社長。

## 来歴
1979年、東京都生まれ。玉川学園高等部を経て、玉川大学を卒業。2002年、赤坂・四川飯店に入社し、渋谷にある「szechwan restaurant陳」にて、父を師匠とし、父の助手の経験があった菰田欣也の下で修行を開始。
2005年から2年半に渡り四川大学へ留学すると同時に、四川省成都市にある「菜根香素食館」でも修行し総料理長の曽国華に師事。帰国後は四川飯店グループで技術を学び、伝統の味に現代の食材を加えた料理を発表している。
赤坂「四川飯店」オーナーシェフを務め、2015年に運営会社・民権企業の社長に就任。並行して、料理教室やイベント、TV出演なども行っている。趣味はゴルフと映画鑑賞。

## 出演番組
日本放送協会（NHK）
- きょうの料理
- あさイチ
- キッチンが走る!（2014年5月16日放送分、2016年3月30日放送分）
  - 2016年3月30日放送分は北海道新幹線開業を記念し道南（函館市周辺）を舞台にした特別篇で、父・建一と共演。
- サラメシ シーズン13（17）（2023年9月14日） - コーナー「あの人が愛した昼メシ」で父の陳健一との思い出と、好物だった魚香鶏片（鶏胸肉のスパイシー炒め）を紹介した。

民放各局
- おかずのクッキング（テレビ朝日）
- はなまるマーケット（TBSテレビ）
- おもいッきりDON!（日本テレビ）
- レディス4（テレビ東京）
- ソロモン流（テレビ東京）
- モーニングバード（テレビ朝日）
- アイアンシェフ（フジテレビ）
- Mr.サンデー（フジテレビ、2023年3月19日放送分） - 陳健一さん「料理の鉄人」最終回秘話の特集

## 著書
- 陳建太郎『赤坂 四川飯店 陳建太郎の我が家のレシピ ～陳家に代々伝わる秘密のワザ～』ワニブックス、2014年4月25日。ISBN 978-4847092268。